# ジムIII
ジムIII（ジム・スリー、GM III）は、「ガンダムシリーズ」に登場する架空の兵器。有人操縦式の人型機動兵器「モビルスーツ（MS）」のひとつ。初出は、1986年に放送されたテレビアニメ『機動戦士ガンダムΖΖ』。
作中の登場勢力のひとつ「地球連邦軍」の量産機で、前作『機動戦士Ζガンダム』に登場するジムIIの発展型。同じく『Ζ』から登場するガンダムMk-IIとは、バックパックの形状などに類似点が存在する。
当記事では、各バリエーション機についても記述する。

## デザイン
デザインはカトキハジメ、クリンナップは佐山善則が担当。前者では若干太めのシルエットだったが、後者では細めなシルエットに変更され、頭部や胸ダクトのデザインなどが差し替えられている（なお、ジムにしては太目なシルエットは、ヌーベル・ジムIIIに受け継がれた）。『機動戦士ガンダムΖΖ』の放送当時に提出された「初期稿」での設定画には、ガンダムMk-IIと同仕様のシールドに装着した「近接防御ミサイルクラスター」なる火器、前腕のミサイルパイロン&ミサイル（各2発）、腰部側面へのクラッカーまたはマイクロミサイルなどの記述がある。
元々『ΖΖ』の放送当時にあったドワッジ、ディザート・ザク、ザク・マリナーなどと同様、既存プラモデル製品の金型（ジムIIの本体とガンダムMk-IIのランドセル）を再利用して軽易に製品化する企画に含まれるMSであったが、放送当時は製品化されなかった。後の2011年7月にHGUCシリーズとして初インジェクションキットされた。
アニメ版『機動戦士ガンダムUC』ではカトキによってリファインされている。その際、脚部スラスターユニットが小さく控えめになり、ソールパーツ（スリッパ）の上縁ラインが独特の段差付きとなり、胸部が台形から長方形に変更されている。また、佐山によるデザインに存在していた、頭部両舷を前後に走るエッジとその頂部のパネルラインモールドは消滅した。上記のインジェクションキットはこのリファインされた形状で商品化されており、後にHGUC化されたジムIIも同様である。

## 設定解説
一年戦争当時の地球連邦軍主力機ジムの改良型であるジムIIに、さらなる近代化改修を施した機体。
グリプス戦役後の政権交代と同時にティターンズ主導の兵器開発が軒並み中止・凍結あるいは統合され、官立工廠の規模縮小とアナハイムへの開発委託拡大、コストパフォーマンスに難があったネモも生産が中止されたなか、RGM-89 ジェガンが開発・配備されるまでの代替戦力確保のため、ジムIIの延命策として「GMIII」計画が推進された。
資料によっては、ジムの改修機となるジムIIに対して本機は完全再設計とするものや、本機を部品の規格にジムIIとの互換性を持たせつつ性能を向上させた新設計の機体であるとし、ジムIIからの改修型は緊急措置的なものに留まったとするものもあるが、新設計のものを後述のヌーベル・ジムIIIとして区別する場合もある。開発はカラバ、もしくはカラバとアナハイム・エレクトロニクス（AE）社の共同開発とされ、地球連邦軍がカラバを統合したのちに正式採用されたと記載している資料もある。一方で、宇宙世紀0087年には完成し連邦軍に配備されていたという説もあり、研究者の間でも結論を見ていない。
ジムIIは基本的にジムのマイナーチェンジにとどまったが、ジムIIIではネモやワグテイルIIなどを参考とし、ガンダムMk-IIやバーザムなどの技術を転用することにより、大幅な設計の見直しがおこなわれている。ガンダムMk-IIの駆動系技術を投入した腕部ユニットの部分的なムーバブルフレーム化をはじめとして、バイザーが大型化し、一部装甲材質も改良された。機体各所にはミサイルなどのオプション装備が追加可能で、支援機としての運用を可能としている。重装備化を経て自重は増大したが、バックパックなど機体の3割強をガンダムMk-IIと同型のパーツに換装することにより、機動性の向上を実現した。各種アビオニクスや制御系統はガルバルディβなど旧ジオン系技術を取り入れており、機体各部の火器を排除して格闘戦に移行するという設計思想はケンプファーに近いともいわれる。
歴代ジムシリーズの中でも本機の活躍期間は短く、例え一部に最新技術による強化が施されていたとはいえ、ムーバブルフレームが本格的に設計へ導入される以前であるジムを母体とした改修機であるジムII、更にその再改修機という位置づけにとどまっていたことから、当初より発展性には限界があったとされる。また、実戦配備が始まった第一次ネオ・ジオン抗争期には、MSの性能向上が「恐竜的進化」と称されるほど極限に達していたが、本機はジムIIから大幅な性能向上を果たしたとはいえ、依然として出力不足が課題とされた。
更に本機が採用・生産された数年後には、設計段階からガンダムMk-IIや歴代の連邦量産機、さらにAE社製の汎用MSの設計データを統合した量産機であるジェガンが開発された。合理的なユニット設計によりバリエーション展開が容易で、汎用性と信頼性に優れ、運用・生産面でも高効率を実現したジェガンの台頭により、軍の関心は急速に本機から離れ、主力MSとしての地位は失われていったという。
総生産数は宇宙用のR型と地上用のG型、およびわずかな派生型を含め800機程度で、これはジム・シリーズのなかでもっとも少ないとされる。本機について「単なるジェガンまでの繋ぎではなくジム系列の集大成とも言える傑作機であり、後世の機体の設計や運用にも影響を与えた」とする資料もあるが、それを強調付けるほど、劇中での活躍は多くない。いずれにせよ、本機が「ジム」の名を冠する最後の機体となる。最前線から徐々にジェガンへの更新が進められる中、重要ではなくMSが不足している地域や拠点では、その後の時代でもネモと共に運用が続けられ、ジオン残党軍との戦闘を経験しつつ緩やかに退役していった。
カラーリングは、グリプス戦役でクーデターに成功し官軍となったエゥーゴおよびカラバの緑と白を基調としたものが、のちの連邦軍の88艦隊やダカール守備隊にも採用されている。本来の連邦軍の標準塗装である赤と白を基調としたカラーリングは、グリプス戦役時や初期のロンド・ベル隊でしか確認されていない。

### 武装
機体各所にウェポン・ラッチが設置されており、状況に応じて複数のオプションを換装し、汎用MSと中距離支援MSとしての役割を兼任できる。ジェガンの実戦配備以降は、徐々に支援機としての運用がおもになっていったとされる。
ノーマル・ミサイル・ポッド
両肩部にそれぞれ装備。1基あたり4発の中型ミサイルを装填可能で3セット計12発を内蔵する。オプション・ミサイル・ポッドとは選択式でどちらかを装備可能。
オプション・ミサイル・ポッド
両肩部に装備可能なミサイル・ポッドのひとつ。1基あたり15発のマイクロミサイルを装填可能で2セット計30発内蔵。ノーマル・ミサイル・ポッドとは選択式でどちらかを装備可能。
大型ミサイル・ランチャー
両腰部にそれぞれ装備する。ネオ・ジオン製の重MSに対応するため、特殊な弾頭形状を有する高機動ミサイルを装填する。対艦攻撃も想定されていたとする資料もある。2基1セットで1発組の計2発。なお、ジョイントによって他の部位への装着も可能。
ビーム・ライフル
ジムIIに装備されたものの更新型で、出力は2.8MWと向上している。エンプティから次弾発射可能時までの最低リチャージ時間は約15秒。
ビーム・サーベル
バックパックに装備される。ガンダムMk-IIのものと同型だが、ビームの発振ユニットは普及した量産品であり、出力は0.4MWと低下している。
頭部60ミリバルカン砲
連邦軍MSの標準装備。2門装備。
シールド
RX-78に装備されたものと同型であるが、対ビームコーティングや軽量さなどが向上している。

### 劇中での活躍
『ΖΖ』では、宇宙世紀0088年の第一次ネオ・ジオン抗争時にエゥーゴとの協力関係のもとでカラバに配備された緑系統のカラーリングの本機が、主力機としてダカールなどで登場するが、出番は少ない。その後、連邦軍の制式採用機となる。
劇場アニメ『機動戦士ガンダム 逆襲のシャア』では、0093年の第二次ネオ・ジオン抗争時にロンド・ベル以外の連邦軍の機体として登場する。最終局面においてνガンダムがアクシズを押し返そうとするなか、ロンド・ベルへの援軍として多数の本機が登場し、νガンダムやジェガン、そして敵であるギラ・ドーガとともにアクシズを押し返そうとする。
小説・アニメ『機動戦士ガンダムUC』では、0096年のラプラス事変時にジムIIやネモらとともに登場。すでに旧型となりつつあるが、ジェガンへの機種転換が進むなかで地上にも宇宙にもまだ多数が運用されており、ガーベイ一族と袖付きによる破壊と殺戮から地球連邦政府首都ダカールを守るため、奮戦する。アニメ版ではジェガンのシールドを装備した機体のほか、ダカール戦にビーム・ジャベリンを装備した機体がそれぞれ登場する。緑の標準塗装のほか、デザートカラーで塗装された機体も登場する。劇中ではジムIIやネモがジオン残党軍にほぼ一蹴されるのに対し、本機はそれなりに奮戦する。
漫画『機動戦士ガンダム ヴァルプルギスEVE』では、第一次ネオ・ジオン抗争終結時の残敵掃討に参加する3機が登場。頭部にジム・ナイトシーカーと同様のマスクを装着する。ノーマル・ミサイル・ポッドと大型ミサイル・ランチャーを装備し、ビーム・ライフルを携行。ビグロマイヤー2機と交戦し、2機が撃破される。
漫画『機動戦士ガンダム MSV-R ジョニー・ライデンの帰還』では、ジムIIをベースにしたジム・ナイトシーカーとは別に、本機をベースにしたジム・ナイトシーカー（ヴァースキ・バジャック機）も登場する。詳細はリンク先を参照。
個人専用機
ボッシュ・ウェラー専用機
「GUNDAM SIDE-F」限定のガンプラ (HGUC) として設定された。ボッシュ・ウェラーがロンド・ベル隊在籍当初に搭乗していた機体。カラバ時代に搭乗していたG型がベースとなっており、カラーリングはカラバ・カラーから赤と白を基調とする「宇宙艦隊色」に変更されている。左肩とシールドには黄色でV字を重ねた図形に "BW" のイニシャルを重ねたパーソナル・マーク、左胸には連邦軍少尉の階級章が描かれている。すでに老朽化していたが、幾度目かのオーバーホールの際にボッシュの個人的コネクションからAE社の試作パーツを入手し、関節部などに組み込むことで「強襲用MS」としての運用に特化したチューニングがおこなわれる。
商品PVでは、同じカラーリングの小隊でギラ・ドーガの小隊を殲滅する様子が描かれる。宇宙世紀0093年3月3日から4日にかけておこなわれた5thルナ落下阻止でもギラ・ドーガ1機を撃破するが、ギュネイ・ガスのヤクト・ドーガに撃破され、以降ボッシュはジェガンに乗り換える。

## バリエーション

### ジムIII（G型）
雑誌『B-CLUB』連載の「月刊MSジャーナル」の文字設定が初出。地上用の機体であるが、空間戦用の装備を取り外しただけであり外観は宇宙用のR型と差異はない。
宇宙世紀0088年8月29日に、カラバ在籍時のボッシュ・ウェラーが搭乗し、ダカールを制圧したネオ・ジオン軍のライン・ドラグンとルイ・バザールの降下部隊と交戦、ガルスJ 1機を撃破した記録が残されている。ボッシュは当時本機を愛機とし、ヨーロッパ・アフリカ方面のネオ・ジオン軍およびティターンズ残党との戦闘に従事していたとされる。

### ヌーベル・ジムIII
雑誌企画『ガンダム・センチネル』に登場する、地球連邦軍のMS。名称の「ヌーベル」とは、フランス語で「新しい」を意味する。
ジムIIのさらなる性能向上を目指し、ガンダムMk-IIの設計の一部を取り入れたジムIIIには、ジムIIから改修できる規格をもつ上記のものとは別に、完全な新規製造機が存在した。後者のタイプを、区別のためにヌーベル・ジムIIIと呼称している。
このヌーベル・ジムIIIはジェネレーターがより強力なものに変更され、それに伴い胸部の排気ダクトがパワード・ジム、ネロのように4つに増設されている。また、頭部はバルカンの総弾数とセンサーを強化した新設計のものとなっている。このため、ジムIIからの改修機であるタイプのジムIIIと比較してガンダムMk-IIの簡易生産型と呼べるまでに性能は向上している。のちにネモと同型のジェネレーターに換装して製造コストを下げた後期生産型が作られ、第二次ネオ・ジオン抗争に至るまで主力機として運用され続けた。バーザムという、別系統で開発されたガンダムMk-II系量産機とは好対称の機体である。
劇中での活躍
『機動戦士ガンダム U.C.0094 アクロス・ザ・スカイ』では、マリアナ基地の「エリアX」にガンダムデルタカイとの技術比較検証用として配備されていた機体に、フレスベルク隊のレックス・ファビオ中尉が搭乗する。「デビルズ・ネスト」攻略戦ではバーザム改と交戦する場面もある。
デザイン
上記のとおり、『機動戦士ガンダムΖΖ』版ジムIIIのクリンナップ前のカトキハジメ画稿が『ガンダム・センチネル』で流用されている。発表順から見ると、このヌーベル・ジムIIIのデザインが『ガンダム・センチネル0079』版のジム（後期生産型）とガンダムのベースになっている。
『ガンダム・センチネル』の作例においては、シールドとビーム・ライフルはガンダムMk-IIのものを装備させたものが掲載されていた。

### 早期警戒型ジムIII
PCゲーム『機動戦士ガンダム リターン・オブ・ジオン』に登場（型式番号：RGM-86EW）。
ジムIIIを早期警戒型に改修した機体。強力な索敵システムを搭載したバックパックが特徴であり、後方支援用にミサイルも内蔵している。そのため、コストパフォーマンスに問題が生じ、少数の生産に終わった。
なお、PCゲーム『機動戦士ガンダム アドバンスド・オペレーション』では、同コンセプトの機体「EWAC-ジムIII」（型式番号：RGM-86E）が登場する。

### ジムIII・ディフェンサー
『ADVANCE OF Ζ 刻に抗いし者 審判のメイス』に登場（型式番号：RGM-86R+FXA-05D)。
ジムIIIにGディフェンサーを装備した機体。ガンダム［グリンブルスティ］との連携を想定し、サラミス改級「デルフォイ」に2機配備されるが、Gディフェンサーを装備したことによる機体の大型化に伴って大型のMSハンガーが必要となり、母艦の格納庫を圧迫してしまうという結果を招いている。 
しかし、機体性能の向上は確かであり、［グリンブルスティ］との連携で小惑星基地「ダモクレス」を占拠したネオ・ジオン残党の運用する シュツルム・ディアス、リゲルグ、ハンマ・ハンマなどと渡り合っている。

### ジムIII・パワード
宇宙世紀0092年を舞台とする漫画『機動戦士ムーンガンダム』に登場。メカニックデザインは、漫画の作画担当である虎哉孝征。「ジムIIIパワード」と中黒なしでも表記される。
地球連邦軍外郭部隊「ロンド・ベル」所属のクラップ級巡洋艦「ラー・ギルス」に配備された、ベテランパイロット用の改造機。パイロットはラー・ギルスMS部隊を率いるウバルド・モリーナ隊長が務め、P（パパ）001のコールサインで呼ばれる。
無重力空間での白兵戦を主体としており、頭部には複合センサーを内蔵した耐弾仕様のバイザーユニット、胴体部に耐ビームコーティング仕様の増加装甲、両肩に強化されたショルダースラスターを装備する。これらの改修で上半身のボリュームが増したことにちなみ、「パワード」の名が与えられた。機体色は初代ジムを意識したグレーと赤のツートンで、部下の4人が搭乗するジムIIIはこれに加えて、左肩がパイロットごとのパーソナルカラーに塗装されている。

#### ジムIIIパワードFA〈ブルドック〉
FSWS計画の流れをくむ重装甲・重火力強化パーツを装着した姿。「FA」 は「フルアーマー」の略。こちらのデザインは形部一平が担当している。
ラー・ギルスの最終兵器という位置づけで、これを装着したウバルド機はその外観から「ブルドック」の愛称で呼ばれる。なお、FAユニット自体はすべてのジムIIIに装着可能な汎用装備である。
対実弾用の増加装甲は、ビーム兵器が主流化したグリプス戦役以降はデッド・ウェイトになるとして研究が停滞するが、対ビーム・コーティング技術が発達したことで再度注目されるようになる。しかし、パイロットの練度を考慮した結果、ジムIII2機を造るほうが戦力比とコスト面で有利と判断され、生産数は多くないとされる。
基本的にはフルアーマーガンダムの延長線上にある装備だが、こちらは「守る」よりも「押し負けない」ことをコンセプトとしており、各部にエネルギー・パックやプロペラント・タンクを増設することで高い出力と機動性を発揮する。ほかのフルアーマー装備と違ってコックピット・ハッチに増加装甲をもたないが、これは周囲の装甲の角度を工夫することで直撃を回避するよう計算されているためであり、むしろパイロットの脱出率は向上している。頭部には跳弾によるセンサーの保護を目的としたマスクが追加され、背部上段のサーベル・ラックはEパックやプロペラント・タンク、スラスターで構成される複合装備に換装されている。
武装は、右前腕に装着されたシールド兼用のダブル・ビーム・ライフル、撤去された背部のビーム・サーベルに代わって左腕に固定装備されたダブル・ビーム・サーベル、背部右側のビーム・キャノン、左肩上段、両胸上段、両膝に多数内蔵されたミサイル、両腰の3連グレネード。

### ジムIII（GBG所属機）
漫画『機動戦士ガンダムF90 ファステストフォーミュラ (F90FF)』に登場。
傭兵集団GBGが運用する機体。全身が黒で塗装されている点は共通しているが、仕様はそれぞれ異なる。後述のバリエーションのほか、ノーマルのジムIIIまたはヌーベル・ジムIIIをベースに肩部ミサイル・ポッドと腰部大型ミサイル・ランチャーを装備、バックパックをスタークジェガンのものに換装しており、それぞれフルアーマーガンダムの2連装ビーム・ライフルまたはガンダムMk-IIのビーム・ライフル、ジェガン（裏面にビーム・サーベル2基）またはガンダムMk-IIのシールドを携行している。装甲、アビオニクス、ジェネレーター、スラスターはジェガンJ型クラスの部材に換装されているが、これらはニューホンコンの技術者らによるものとされる。
宇宙世紀0112年に、ランデッガー重工のCEOであるオイエル・ランデッガーの要請により、ガンダムF90Kタイプの試験宙域を襲撃、F90を誘導してオイエルの搭乗するMSカルハリウスとの一騎討ちの場を「お膳立て」する。この戦闘の際、1機がリヴ・アンゲリカが偶然搭乗したハルファイターとの交戦で撃破される。0114年、突如現れた複数のティグリスとの交戦で壊滅状態となる（全滅かは不明）。

#### フルアーマー・ジムIII
『F90FF』に登場（型式番号：RGM-86R-FA）。名称および型式番号は関連企画「月刊モビルマシーン」による。
フルアーマーガンダム用に開発されたものに類似した増加装甲を装備する（腰部装甲のみ形状が異なる）。0112年にマトリカ・ヴィカラ、0114年に父でGBG首魁のクベラが搭乗する。

#### ジムIIIエウリュアレ
『F90FF』に登場。名称は「月刊モビルマシーン」により、作中では単に「エウリュアレ」と呼ばれる。宇宙世紀0114年にマトリカが搭乗し、ディル・ライダーからは「虎の子」とも呼ばれている。
ジオン共和国の解体以降に流出したムラサメ研究所の技術が用いられ、NT専用プロトタイプガンダムを祖型としており、ジムIIIに似た頭部以外は同型となっている。ジムIIIがベース機となっているが、一部はジム・クゥエルやバージムからも流用されている。改造に関与したメーカーは不明とされるが、サイコミュ・システムはアクシズ系の技術者が関与した形跡がみられる。枯れた技術であることからコストは低く、ユニット単位で整備可能である。
GBG以外にも複数の傭兵部隊に貸与されたとする説もあるが、その後に型落ちとして連邦軍が民間に放出したジムIII向け改造ユニットとして闇ルートで販売される。量産化バージョン（型式番号：RGM-86RNbis、「エウリュアレ改」として分類されることもあるが外観は同じ）は、サイコミュを従来型のものから、一般人でも端末誘導操作などが可能となる一般人用サイコミュに換装され、宇宙世紀0146年時にもサイド1のインドア連合軍やサイド2のカイダハム防衛軍などに配備される。